# Til It Happens to You
 (septembre 2015).
Si vous disposez d'ouvrages ou d'articles de référence ou si vous connaissez des sites web de qualité traitant du thème abordé ici, merci de compléter l'article en donnant les références utiles à sa vérifiabilité et en les liant à la section « Notes et références ».
Singles de Lady Gaga
G.U.Y.
(2014) Perfect Illusion
(2016)
Til It Happens to You est une chanson de l'artiste américaine Lady Gaga. Écrite par elle-même et Diane Warren, la chanson est un titre original du documentaire The Hunting Ground, qui a pour sujet les agressions sexuelles dont sont victimes de nombreux élèves sur les campus américains.

## Chronologie
Initialement annoncée via Twitter pour le 28 janvier, la chanson voit partiellement le jour un mois plus tard, le 27 février. Sans commercialisation sur iTunes, et sans avoir été postée sur Vevo, la chanson reste quasi-inaccessible pour le public pendant plusieurs semaines. Le 28 mars sur Twitter, Diane Warren annonce que la version complète du titre sera publiée en avril sur iTunes et qu'un couplet du titre n'avait jamais été entendu par le public. Finalement, la sortie du titre est repoussée en fin d'année 2015 car Lady Gaga souhaite refaire les arrangements du titre.
Til It Happens to You est rendue disponible sur iTunes et Apple Music le vendredi 18 septembre 2015 à minuit. La chanson est accompagnée d'un clip réalisé par Catherine Hardwicke publié sur Vevo le même jour, à la même heure. À sa sortie, le titre se classe numéro un d'iTunes dans neuf pays et le clip vidéo comptabilise près de deux millions de vues en vingt-quatre heures.
Til It Happens to You est la première chanson classée numéro un du Billboard Dance/Club Songs Chart en 2016. La chanson été nommée pour un Grammy Award qu'elle n'a pas remporté, mais a tout de même été nommée « Meilleure Chanson Originale » aux Satellite Awards.

## Clip vidéo
Le clip de Til It Happens to You est mis en ligne sur Vevo le 17 septembre 2015. Réalisé par Catherine Hardwicke, le court-métrage raconte l'histoire de quatre jeunes personnes victimes de viol au sein d'un campus universitaire américain. Comme pour souligner la tristesse et l'horreur de ces agressions, l'intégralité du clip a été réalisée en noir et blanc. Ce dernier se finit avec une statistique effrayante : « Une étudiante sur cinq subira une agression sexuelle cette année à moins que quelque chose ne change » et le numéro d'une association d'aide aux victimes de viol.